# غريغ روبنسون (لاعب كرة قدم أمريكية)
غريغ روبنسون (بالإنجليزية: Greg Robinson)‏ هو لاعب كرة قدم أمريكية أمريكي، ولد في 9 أكتوبر 1951 في لوس أنجلوس في الولايات المتحدة.